# Moataz Yaseen
Moataz Yaseen Mahjoub Al-Fityani (1982. november 3. –) palesztin származású jordániai válogatott labdarúgó, a That Ras kapusa.
15 éves koráig hátvédként játszott. Édesapja, Yaseen a jordán ökölvívó-válogatott szövetségi kapitánya, bátyja, Mahmoud az Al-Wahdat SC kapusa volt. Moataz házas, fia Ayham.